# Nectandra heterotricha
Nectandra heterotricha es una especie de fanerógama en la familia de Lauraceae. 
Es endémica de Perú; conocida de bosques inundables, aunque Rohwer (1993) considera que quizás ocupe también áreas no inundables. Las colecciones de esta especie son de Iquitos, con la vegetación natural modificada por la expansión urbana.

## Fuente
- World Conservation Monitoring Centre 1998. Nectandra heterotricha. 2006 IUCN Lista Roja de Especies Amenazadas; 22 de agosto de 2007

- Datos: Q1330444